# Поход Ласси в Крым (1737)
Поход Ласси в Крым — военная экспедиция мая-октября 1737 Донской армии (в ряде источников называется корпусом) генерал-фельдмаршала П. П. Ласси, казаков и калмыцкой вспомогательной конницы князя Галдан-Нарбо против войск Крымского ханства  Фетиха II Гирая в ходе русско-турецкой войны 1735—1739 годов. Победой русских закончились  сражения на реке Салгир в Крым произошедшее 12(23) июля 1737 года и окрестностях Карасубазара 14(25) июля 1737 года. Разорив Карасубазар и  селения на своём пути, а также Перекоп русские вернулиссь

## История

### Предыстория
После овладения Азовом в 1737 году Россия направила главные усилия на борьбу с Крымским ханством — вассалом Османской империи. В компанию 1735 года поход на Крым отряда генерал-поручика М. И. Леонтьева закончился неудачей по срокам, погодным условиям и неподготовленной логистике. В 1736 году Б. Миних взял Перекопскую крепость и совершил рейд на Гезлёв, Бахчисарай и Ак-Мечеть которые разорил и сжёг, но из-за эпидемий и заканчивающихся припасов покинул Крым. В кампанию 1737 года вторжение в Крым имело целью пресечь усилившиеся набеги крымских татар на южно-русские земли, что высвобождало бы гарнизоны крепостей Украинской линии для участия в войне в Причерноморье. Это также лишило турок возможности действовать силами своего вассала крымского хана в тылу российской армии при наступательных действиях летом 1737 года против Очакова.

Поход Миниха в кампанию 1736 года показал, что само по себе войско Крымского ханства не способно было причинить серьёзный вред русскому каре. Однако русская кавалерия была недостаточно сильна для преследования, а скорость всей армии не превышала 8-12 вёрст в сутки и войско хана легко уклонялось от генерального сражения, нападая на  русские обозы, фуражиров и отдельные партии. Наличие в руках османов порта-крепости  Кафа постоянно создавало опасность для армии вторжения быть отрезанной от Перекопа и линий снабжения возможным османским десантом. Миних также установил, что опираться в Крыму на местное продовольствие, фураж и в летнее время даже воду крайне рискованно, поскольку обе стороны конфликта использовали тактику выжженной земли.

### Подготовка и выдвижение
Донская армия в составе приблизительно 40 тыс. человек под командованием генерал-фельдмаршала П. П. Ласси 3 мая 1737 года выступила из района Азова, с планом войти в Крым обойдя перекопские укрепления с востока. Базой действий было селение Геничи. К 17 июня к русским присоединились 4000 конных калмыков, под начальством князя Голдана-Нармы, сына хана Дондук-Омбо, или, как называет его Бредаль, Дондукова. Переправа армии началась 18, а окончилась 26 июня. К сему времени прибыли из Азова 6 ботов и более 100 лодок с провиантом для сухопутного войска и флота, высадившего на берег три полка. Армия переправилась через Генический пролив на Арабатскую Стрелку и стала продвигаться на юг к крепости Арабат. Но Ласси не стал терять темп и атаковать Арабатскую крепость которая была возведена по европейским образцам, а сзади была усиленной 7000 крымских татар в укреплённом лагере, а направил к Арабату конный отряд в 2000 человек с 4 пушками только для демонстрации наступления. Был устроен мост на середине Арабатской косы, против устья реки Салгир на лодках, а на мелких местах на бочках. Драгуны же, казаки и калмыки пустились кто вброд, кто вплавь. Азовская флотилия под командованием вице-адмирала П. П. Бредаля из 217 лодок некоторые с 6-фунтовыми пушками на каждой, доставила к Арабатской косе разные запасы и продовольствие. Также на косу доставлялась вода. Ласси беспрепятственно вторгся на полуостров. В бурю 28-29 июня 170 лодок Бредаля затонуло, осталось 47 с артиллерией. Подняв с мелководья пушки Бредаль устроил береговые батареи. Османский флот из одного 64-пушечного корабля под флагом капудан-паши Джаним Кадия, одного 60 пушечного, 32 пушечного фрегата, 15 галер, около 70 полугалер, скампавей, канчебасов и других мелких судов пытался атаковать расположение отряда генерал-аншефа В. Я. Левашова. Крупные корабли обстреляли батареи, а гребные подошли к мелководью, но были отогнаны русским огнём.

### Салгирское и Карасубазарское сражения
На встречу русским из под Перекопа выдвигалось крымское войско общей численность до 60 тыс. человек, в основном конное ополчение, под командование хан Фетиха II Гирая. Один отряд он послал против Геничи, но там русские уже создали укрепление. Фетхи-Гирей, считавший, что главные силы русских находятся перед Арабатом, выслал навстречу армии Ласси лишь 15-тысячный конный отряд, который 12 июля атаковал российский авангард на Салгире севернее Карасубазара. В середине дня к месту сражения подошли главные силы Ласси до 10 кавалерийских и пехотных полков и рассеяли противника. Оставив на поле сражения около 600 человек убитыми и ранеными, войско хана обратилось в бегство.
13 июля армия расположилась лагерем в 28 км от Карасубазара. Здесь ее атаковали отборные войска, которыми командовал лично хан. Первый натиск неприятеля был сначала очень сильный, но спустя час татары были отбиты и отогнаны в горы казаками и калмыками, которые преследовали их на протяжении 16 км. Армия осталась в прежнем лагере. Однако казаки и калмыки сделали набег по направлению к Карасубазару для разорения татарских жилищ. Они возвратились в тот же день с 600 пленными, хорошей добычей и большим количеством скота.
14(25) июля состоялся ещё один бой в окрестностях Карасубазара, также закончившийся победой русских. Генерал-поручик Густав Дуглас, командовавший авангардом в 6 тысяч человек, двинулся на город Карасубазар. Фельдмаршал следовал за ним с армией, оставив больных в лагере с прикрытием в 5 тысяч человек под командой бригадира Колокольцева. Непосредственно перед Карасубазаром Дуглас встретился с 15-тысячным татарско-турецким отрядом. Ласси послал на помощь авангарду два полка драгун. После часового боя турки бежали.

### Последствия
Русские заняли Карасубазар и разорили его. Казаки и калмыки преследовали отдельные отряды ханского войска в направлении столицы Крымского ханства Бахчисарая беря пленных и угоняя скот. Русские войска не имея сил удержать захваченные территории, но с необходимость ослабить Крымское ханство, как и в кампанию Миниха 1736 года применяли тактику выжженной земли. Оторванность армии от баз снабжения, недостаток продовольствия, фуража, воды и начавшаяся эпидемия вынудили Ласси после военного совета прекратить рейд и оставить Крым, на этот раз через Чонгарский перешеек. Русские достигли Молочных вод и к 17 октября 1737 возвратились на свои квартиры в Бахмуте. Татарское войско армию практически не преследовало.
После двух катастрофических неудач 1736 и 1737 годов османское правительство решило вернуть к власти человека, уже доказавшего однажды свои способности правителя — Менгли II Герая, который после отставки Фетиха II был повторно назначен ханом.